# György Dózsa
György Dózsa de Makfalva (in romeno Gheorghe Doja; Dalnic, 1470 circa – Timișoara, 20 luglio 1514) è stato un condottiero ungherese.

## Biografia
Appartenente alla piccola nobiltà della Transilvania, guidò la rivolta dei villici del 1514 che ne porta il nome. Il papa Leone X organizzò una crociata anti-ottomana e decine di migliaia di contadini si fecero avanti pur di sfuggire al regime feudale delle campagne. Di fronte alla prospettiva di perdere una grande parte della manodopera i nobili si rifiutarono di rifornire questo esercito, vessando nel contempo le famiglie dei crociati che non erano disposti a rientrare.
Dopo i primi incidenti e la revoca della spedizione, l'armata a tal fine organizzata si trasformò in una schiera di rivoltosi sul territorio dell'Ungheria e della Transilvania, sotto il comando di György Dózsa. Inizialmente vittorioso a Cenad e Nădlac, dopo il tentativo non riuscito di conquistare Timişoara, Dózsa venne catturato per ordine del conte János Zápolya (futuro re d'Ungheria), torturato e condannato a morte.